# Iridosornis
Iridosornis es un género de aves paseriformes de la familia Thraupidae que agrupa a cinco especies nativas de América del Sur, donde se distribuyen a lo largo da la 
cordillera de los Andes desde el suroeste de Venezuela y noreste de Colombia hasta el noroeste de Bolivia. A sus miembros se les conoce por el nombre común de tangaras, y también fruteros o musgueritos, entre otros.

## Etimología
El nombre genérico masculino «Iridosornis» se compone de las palabras griegas «iris»: arco iris, y «ornis»: pájaro; en referencia al colorido de las especies.

## Características
Las tangaras de este género son de belleza impactante, mayormente de color azul, todas con contrastante amarillo. Medianas, miden entre 15 y 16,5 cm de longitud. Habitan principalmente en las altitudes andinas y son de comportamiento notablemente tranquilo y callado.

## Taxonomía
Los amplios estudios filogenéticos recientes demuestran que el presente género es pariente próximo de Calochaetes, en una subfamilia Thraupinae.

## Lista de especies
Según las clasificaciones del Congreso Ornitológico Internacional (IOC) y Clements Checklist v.2019, el género agrupa a las siguientes especies con el respectivo nombre popular de acuerdo con la Sociedad Española de Ornitología (SEO):
| Imagen | Nombre científico            | Autor                | Nombre común         | EC (*) |
| ------ | ---------------------------- | -------------------- | -------------------- | ------ |
|        | Iridosornis porphyrocephalus | (P.L. Sclater, 1856) | tangara capiazul     | NT     |
|        | Iridosornis analis           | (Tschudi, 1844)      | tangara goliamarilla | LC     |
|        | Iridosornis jelskii          | (Cabanis, 1873)      | tangara de Jelski    | LC     |
|        | Iridosornis rufivertex       | (Lafresnaye, 1842)   | tangara coronidorada | LC     |
|        | Iridosornis reinhardti       | (P.L. Sclater, 1865) | tangara de Reinhardt | LC     |

(*) Estado de conservación